# Equality Stamps

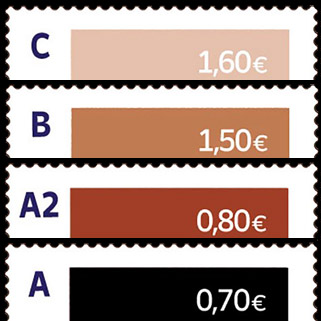
Equality Stamps (detalle)

Equality Stamps fue una campaña de Correos lanzada en mayo de 2021 que pretendía luchar contra el racismo, aunque causó controversia porque su objetivo parecía lo contrario. La campaña tuvo que ser eliminada tres días después por las críticas recibidas.

## Explicación
La campaña se publicó en redes sociales coincidiendo con el aniversario del asesinato de George Floyd, el 25 de mayo de 2021. En ella, aparecían 4 sellos de colores diferentes con tonos de claro a oscuro, con precios diferentes, mientras el más claro tenía un costo de 1,60 euros, el sello del tono más oscuro costaba 70 céntimos.

## Controversia
La gente se quejó de que cuánto más oscuro el color de las estampillas presentadas, menor valor tienen. La compañía Correos emitió un comunicado disculpándose por lo ocurrido. Varios partidos políticos, entre ellos VOX, presentaron quejas ante el Gobierno de España por la campaña.